# Ithomeis corena
Ithomeis corena är en fjärilsart som beskrevs av Felder 1862. Ithomeis corena ingår i släktet Ithomeis och familjen Riodinidae. Inga underarter finns listade i Catalogue of Life.